# Bateau fluvial

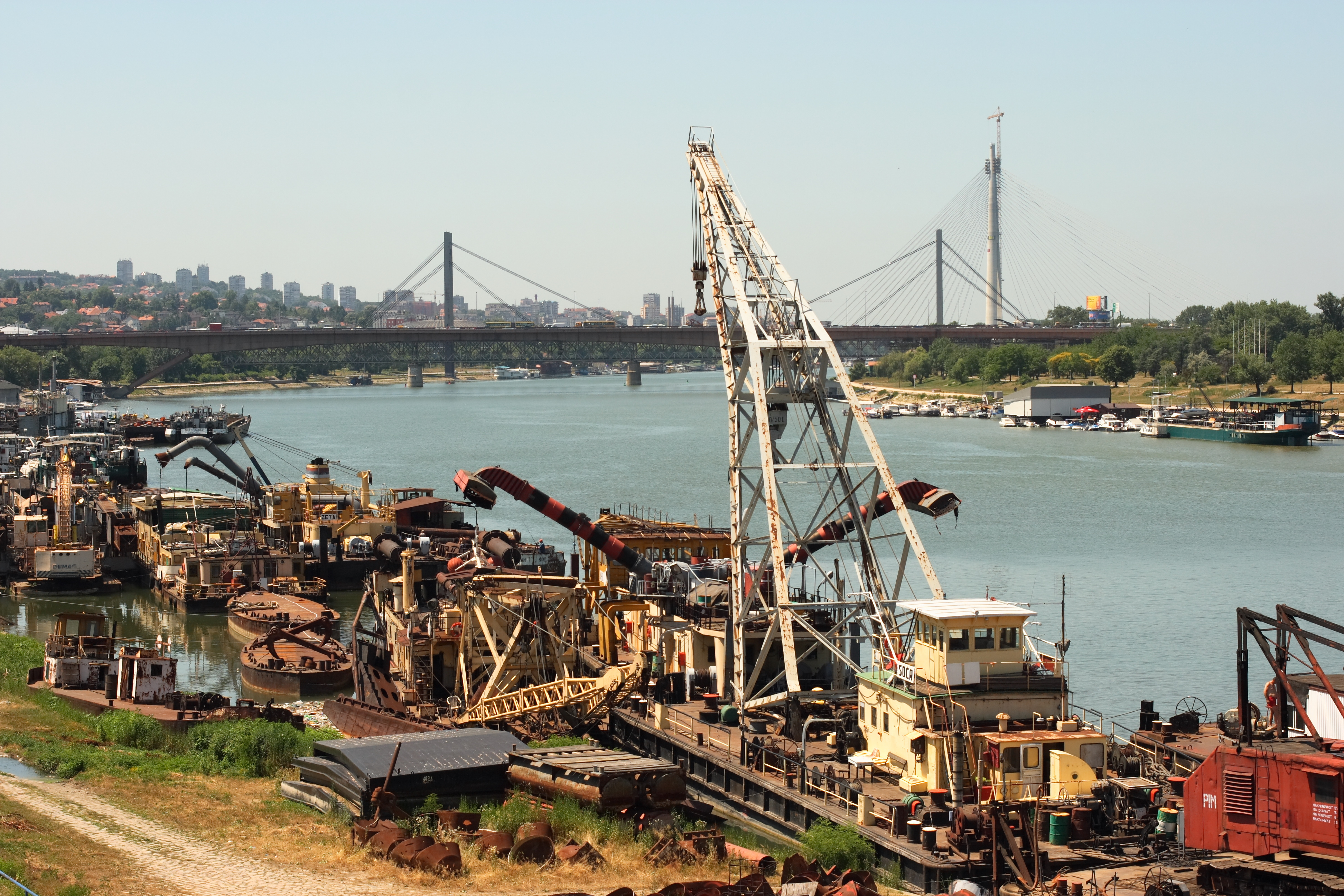
Plusieurs services de bateaux fluviaux à Belgrade.

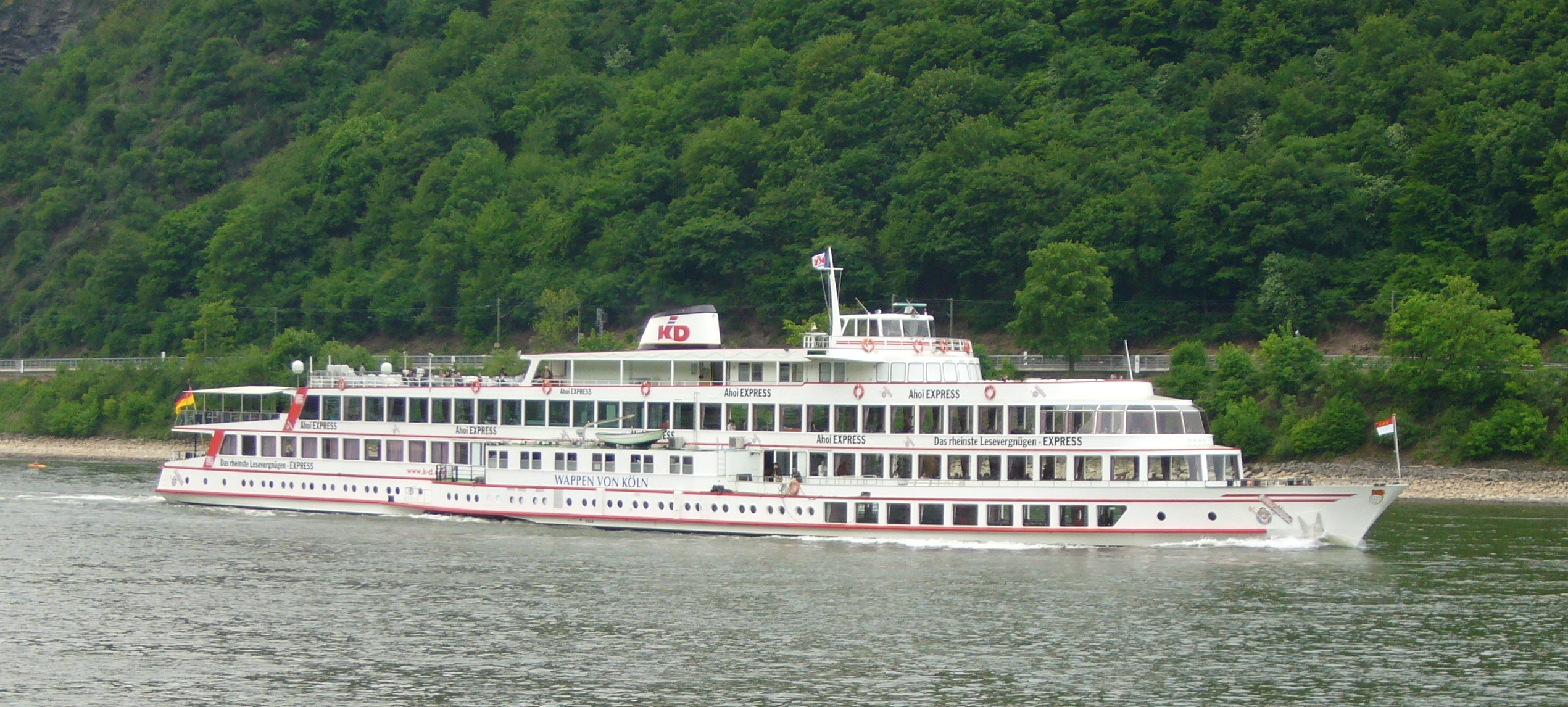
Le navire de croisière fluviale Wappen von Köln de la compagnie Köln-Düsseldorfer Deutsche Rheinschiffahrt sur le Rhin.

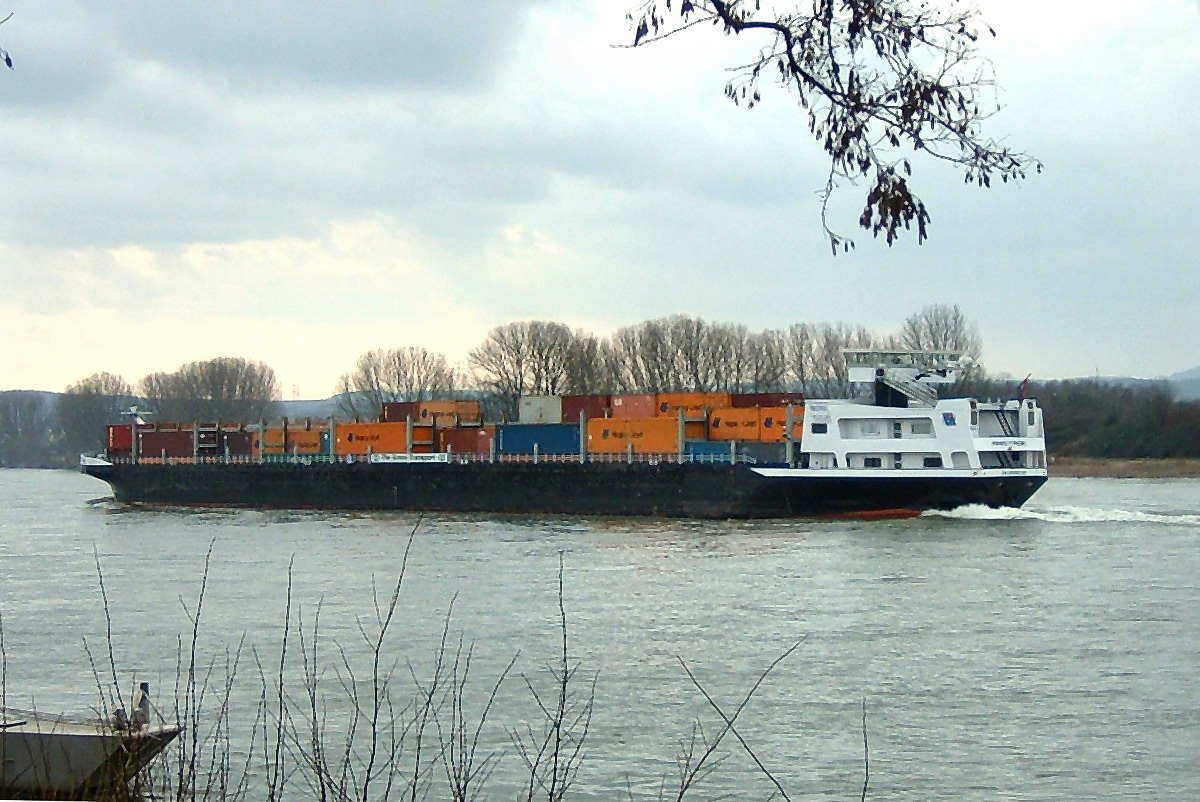
Un porte-conteneurs fluvial d'une capacité de cinq cents EVP.

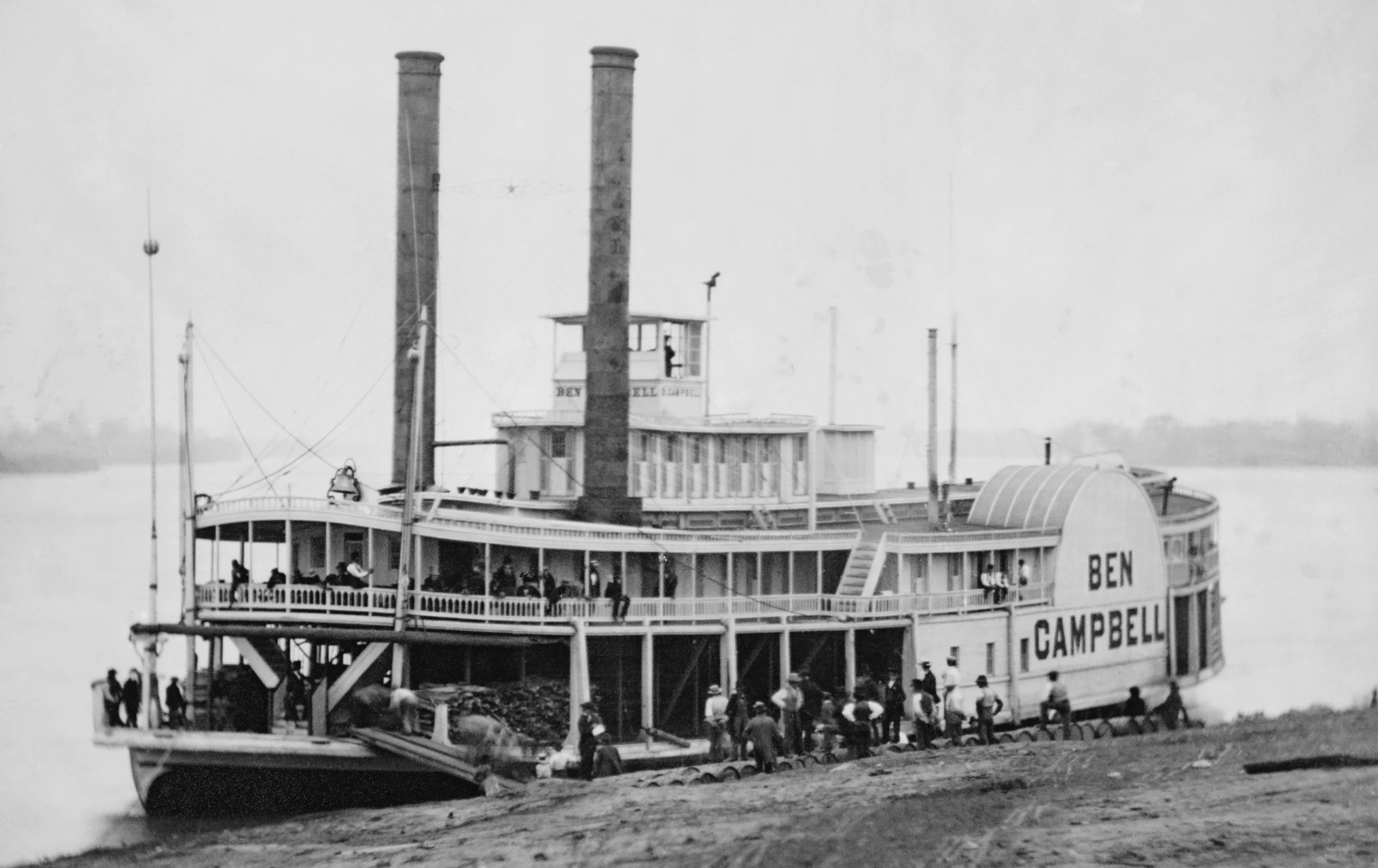
Un bateau à vapeur sur le fleuve Mississippi dans les années 1850 (daguerréotype).

Un bateau fluvial est un type de bateau conçu pour la navigation intérieure d'un lac, d'une rivière et d'un canal. Ils sont généralement équipés comme bateaux de travail dans un des métiers porteurs, pour le transport de marchandises ou de personnes, y compris les unités de luxe construites pour les entreprises de divertissement, comme le lac ou le port de bateaux-mouches. Comme les plus grandes embarcations, pratiquement tous les bateaux sont spécialement conçus et construits ou alternativement, construits avec des fonctions spéciales qui optimisent leur métier de service fluvial ou d'un lac, par exemple, dragueurs, enquêteur de bateaux, embarcations de gestion des pêches, bateaux-pompes, péniches et patrouilleurs policiers.